# Quatre sans barreur poids légers aux Jeux olympiques d'été de 2008
 (mars 2025).
Si vous disposez d'ouvrages ou d'articles de référence ou si vous connaissez des sites web de qualité traitant du thème abordé ici, merci de compléter l'article en donnant les références utiles à sa vérifiabilité et en les liant à la section « Notes et références ».
Pour un article plus général, voir Aviron aux Jeux olympiques d'été de 2008.
Navigation
Athènes 2004 Londres 2012
L'épreuve masculine de quatre sans barreur poids légers aux Jeux olympiques de 2008 s'est déroulée du 10 au 17 août 2008 sur le parc aquatique olympique de Shunyi.

## Résultats
| Épreuves                         | Or                                                                         | Argent                                                                              | Bronze                                                        |
| -------------------------------- | -------------------------------------------------------------------------- | ----------------------------------------------------------------------------------- | ------------------------------------------------------------- |
| Quatre sans barreur poids légers | Danemark- Thomas Ebert - Morten Jørgensen - Eskild Ebbesen - Mads Andersen | Pologne- Łukasz Pawłowski - Bartlomiej Pawelczak - Miłosz Bernatajtys - Paweł Rańda | Canada- Iain Brambell - Jon Beare - Mike Lewis - Liam Parsons |

### Tour préliminaire (10/08/2008)

#### 1ertouréliminatoire
| Rang | Pays            | Temps         |
| ---- | --------------- | ------------- |
| 1    | Chine           | 5 min 51 s 30 |
| 2    | Grande-Bretagne | 5 min 52 s 38 |
| 3    | Australie       | 5 min 55 s 18 |
| 4    | Pays-Bas        | 5 min 57 s 54 |
| 5    | Égypte          | 6 min 11 s 71 |

#### 2etouréliminatoire
| Rang | Pays       | Temps         |
| ---- | ---------- | ------------- |
| 1    | Danemark   | 5 min 01 s 12 |
| 2    | Canada     | 5 min 52 s 13 |
| 3    | Italie     | 5 min 54 s 12 |
| 4    | États-Unis | 5 min 56 s 54 |

#### 3etouréliminatoire
| Rang | Pays      | Temps         |
| ---- | --------- | ------------- |
| 1    | Allemagne | 5 min 50 s 16 |
| 2    | France    | 5 min 51 s 68 |
| 3    | Pologne   | 5 min 52 s 06 |
| 4    | Irlande   | 5 min 52 s 32 |

### Repêchage (12/08/2008)
| Rang | Pays       | Temps         |
| ---- | ---------- | ------------- |
| 1    | Irlande    | 6 min 21 s 79 |
| 2    | Pays-Bas   | 6 min 25 s 25 |
| 3    | États-Unis | 6 min 27 s 43 |
| 4    | Égypte     | 6 min 37 s 50 |

### Demi-Finale (14/08/2008)

#### 1redemi-finale
| Rang | Pays      | Temps         |
| ---- | --------- | ------------- |
| 1    | Pologne   | 6 min 06 s 60 |
| 2    | Canada    | 6 min 07 s 86 |
| 3    | Pays-Bas  | 6 min 08 s 73 |
| 4    | Australie | 6 min 12 s 38 |
| 5    | Chine     | 6 min 12 s 55 |

#### 2edemi-finale
| Rang | Pays            | Temps         |
| ---- | --------------- | ------------- |
| 1    | Danemark        | 6 min 05 s 75 |
| 2    | France          | 6 min 07 s 26 |
| 3    | Grande-Bretagne | 6 min 08 s 75 |
| 4    | Irlande         | 6 min 13 s 85 |
| 5    | Italie          | 6 min 14 s 73 |
| 6    | États-Unis      | 6 min 16 s 30 |

### Finale (17/08/2008)
| Rang | Pays            | Temps         |
| ---- | --------------- | ------------- |
| 1    | Danemark        | 5 min 47 s 76 |
| 2    | Pologne         | 5 min 49 s 39 |
| 3    | Canada          | 5 min 50 s 09 |
| 4    | France          | 5 min 51 s 22 |
| 5    | Grande-Bretagne | 5 min 52 s 12 |
| 6    | Pays-Bas        | 5 min 54 s 06 |

## Note
- Cet article est partiellement ou en totalité issu de l'article intitulé « Résultats détaillés des épreuves d'aviron aux Jeux olympiques d'été de 2008 » (voir la liste des auteurs).